# Sarnıç, Bornova
Sarnıçköy là một xã thuộc huyện Bornova, tỉnh İzmir, Thổ Nhĩ Kỳ. Dân số thời điểm năm 2010 là 44 người.